# 한갑수 (1934년)
한갑수(韓甲洙, 1934년 6월 27일 ~ )는 대한민국의 공무원 출신 정치인이다. 본관은 청주(淸州), 자는 문현(文鉉), 호는 설송(雪松)이다.

## 생애
1934년 6월 27일, 전라남도 나주군 반남면 대안리에서 아버지 한태석(韓泰錫)과 어머니 김해 김씨 김금자(金金子) 사이의 4남 2녀 중 넷째 아들로 태어났다. 광주고등학교, 서울대학교 문리과대학 정치학과를 졸업하고 고등고시 행정과에 합격하여 관료로 근무하였다.
1978년 제10대 국회의원 선거에서 전라남도 나주군-광산군 선거구에 무소속으로 출마하여 신민당 김윤덕 후보와 동반 당선되었다. 이듬해인 1979년 6월 이후락, 최치환, 김진만, 변정일, 김수, 박용기, 함종빈, 박정수, 정휘동, 임호, 임영득, 홍성우, 윤재명, 권오태 등과 민주공화당에 입당하였다. 
1981년 제11대 국회의원 선거에서 한국국민당 후보로 같은 선거구에 출마하였으나 민주정의당 나석호 후보와 민주한국당 이재근 후보에 밀려 낙선하였다. 1988년 제13대 국회의원 선거에서 민주정의당 후보로 전라남도 나주시-나주군 선거구에 출마하였으나 평화민주당 이재근 후보에 밀려낙선하였다. 1991년 환경처(현 환경부) 차관에 임명되었다. 이후 1992년 경제기획원 차관에 임명되었다. 이 당시 남북경제 공동위원회 남측위원장으로 남북 고위급 회담에 참석하기도 했다.
김대중 정부 때 자유민주연합 몫으로 농림부(현 농림축산식품부)장관, 한국가스공사 사장을 역임하였다.

## 여담
- 1958년 고시 행정과 합격, 1960년 수습사무관으로 첫 번째 발령받은 부서가 충북 영동경찰서장이다. 25세의 나이에 경찰서장을 지냈다. 1960년대 말~1970년대 초에는 수산청 어정국장, 농림부 농정국장, 농수산부 유통경제국장을 역임했다.

- 박정희, 전두환, 노태우, 김영삼, 김대중 대통령에 이르기까지 모든 정권에서 공직 생활을 했다. 박정희 정부 시절에는 여당 국회의원, 노태우 대통령 시절에는 환경처 차관, 김영삼 대통령 시절에는 경제기획원 차관과 한국가스공사 사장, 김대중 대통령 시절에는 한국가스공사 사장과 농림부 장관을 맡았다.

- 가스공사 사장 시절 모든 직원의 출근 시간을 오전 7시30분, 퇴근시간 오후 5시로 당겨놓았다. 농림부 장관 시절에도 국장급 이상 간부들은 오전 7시30분 출근을 지시했다.